# Павел Емилий Регил
Павел Емилий Регил (на латински: Paulus Aemilius Regillus) е римски аристократ от фамилията Емилии, клон Регил, и роднина на император Август.

## Биография
Той е син на Павел Емилий Лепид (суфектконсул 34 пр.н.е.) и третата му съпруга Клавдия Марцела Млада, дъщеря на Октавия Младша, която е по-голяма сестра на император Август.
След смъртта на баща му († 14 пр.н.е.) майка му се омъжва за Марк Валерий Месала Барбат Апиан (консул 12 пр.н.е.), който умира по време на консулата си и се ражда неговия половин брат Марк Валерий Месала Барбат (консул 20 г.).
Баща му е син на Луций Емилий Павел (консул 50 пр.н.е.) и племенник на триумвир Марк Емилий Лепид, женен е за Корнелия Сципиона, дъщеря на Скрибония. От този брак Павел е по-малък половин брат на Луций Емилий Павел (консул 1 г.), Марк Емилий Лепид (консул 6 г.) и на Клавдия Пулхра, която се омъжва за Публий Квинтилий Вар, който губи Битката в Тевтобургската гора.
Павел Емилий Регил е бил квестор около 15 година, при император Тиберий (15 – 37 г.).